# Heinz Fischer
Heinz Fischer (Graz, 9 de octubre de 1938) es un político austriaco, Presidente Federal de su país desde 2004 hasta el 2016.

## Primeros años de vida
Fischer asistió a una escuela primaria y la escuela secundaria, enfocada en lo humanista y se graduó del Instituto de Bachillerato de Humanidades de Viena en 1956. Después de graduarse, a partir de 1956 cursó estudios de Ciencias jurídicas y políticas en la Universidad de Viena donde se doctoró en 1961. 
El disfruta mucho el montañismo. Fue durante largos años Presidente de la asociación austriaca de alpinismo "Amigos de la Naturaleza".  

### Matrimonio e hijos
Es agnóstico. Está casado desde 1968 con Margit Fischer, y tienen dos hijos que son Philip y Lisa.

## Vida pública
En los años 1963 hasta 1975, el Dr. Fischer se desempeñó el cargo de secretario de la fracción parlamentaria del Partido Socialista de Austria. De 1971 a 2004 Heinz Fischer fue diputado al Consejo Nacional y de 1990 a 2002 Presidente del Consejo Nacional. De 1983 a 1987 fue ministro Federal de Ciencias e Investigación. En 2004 fue elegido con más del 52 por ciento de los votos Presidente Federal de Austria. 
El Dr. Fischer es además coeditor de la revista austriaca de ciencias políticas Journal für Rechtspolitik y del "Horizonte Europeo". Fischer es autor de numerosos libros y publicaciones en el campo de las ciencias jurídicas y políticas, por ejemplo Die Kreisky-Jahre (La era Kreisky) o Reflexionen (una autobiografía).
En octubre de 2008 el correo austríaco emitió un sello postal en su homenaje con motivo de su 70° cumpleaños.
El 25 de abril de 2010, Fischer fue reelegido para otros seis años de mandato, con casi el 79% de los votos en las presidenciales de Austria.